# Сейсмічність Кайманових Островів
Територія Кайманових Островів — характеризується високою сейсмічністю.

## Загальна характеристика
Вся територія Кайманових Островів та прилеглі води Карибського моря характеризуються підвищеною сейсмічністю, адже вони сполучені з глибоководним жолобом Кайман, який тягнеться від острова Куба на захід, до півострова Юкатан. Жолоб Кайман, що відокремлює Кайманові Острови і острів Ямайка, є найглибшою частиною Карибського моря (максимальна глибина — 7686 м). Кайманові Острови розташовані на кордоні між Північно-Американською та Карибською тектонічними плитами, що знаходяться в цьому місці в поперечному русі. Сейсмічність Кайманових Островів характеризується досить високою інтенсивністю, відповідно в межах їх території та прилеглого Карибського моря спостерігаються часті помірні і сильні землетруси, магнітуда яких досягає 6-8 балів (за шкалою Ріхтера).

## Землетруси у минулі століття
Сильний землетрус на Кайманових Островах стався у 1900 році.

## Землетруси XXI століття

### 2004
14 грудня на Кайманових Островах стався сильно помірний (за шкалою інтенсивності МSK-64) землетрус магнітудою 6,7 балів (за шкалою Ріхтера). За даними Геологічної служби США (USGS), епіцентр землетрусу знаходився у Карибському морі, приблизно за 20 миль на південний схід від столиці Кайманових Островів, міста Джорджтаун. Найсильніші коливання ґрунту тривали близько 10 секунд. Однак підземні поштовхи меншої сили відчувалися ще більш, як півгодини.

### 2010
19 січня на Кайманових Островах стався помірний (за шкалою інтенсивності МSK-64) землетрус магнітудою 5,8 балів (за шкалою Ріхтера). За даними Геологічної служби США (USGS), епіцентр землетрусу знаходився у Карибському морі, приблизно за 65 км на південний схід від міста Джорджтаун. Гіпоцентр землетрусу залягав на глибині 10 км.

### 2012
25 жовтня поблизу Кайманових Островів, стався помірний (за шкалою інтенсивності МSK-64) землетрус магнітудою 5,8 балів (за шкалою Ріхтера). Епіцентр землетрусу знаходився у Карибському морі, за 163 км на південь від міста Джорджтаун та за 132 км на північний захід від міста Вест-Бей. Гіпоцентр землетрусу залягав на глибині 32,7 км.

### 2020
28 січня поблизу Кайманових Островів стався сильний (за шкалою інтенсивності МSK-64) землетрус магнітудою 7,6 балів (за шкалою Ріхтера). За даними Геологічної служби США (USGS), епіцентр землетрусу знаходився в Карибському морі, на південь від Куби і на північний захід від Ямайки, за 117 км на північний захід від міста Лусеа (Ямайка). За даними Тихоокеанського центру попередження про цунамі (PTWC), на деяких узбережжях Белізу, Куби, Гондурасу, Мексики, Ямайки і Кайманових Островів оголошувалось попередження про можливість цунамі з хвилями заввишки до 1 м.

### 2025
9 лютого 2025 року, о 01:23:14 (за київським часом), в Карибському морі, на південь від Кайманових Островів, зафіксовано сильний (за шкалою інтенсивності МSK-64) землетрус магнітудою 7,6 балів (за шкалою Ріхтера). Згідно повідомлення агенства AP, епіцентр землетрусу знаходився за 209 км на південний захід від Джорджтауна. Гіпоцентр землетрусу залягав на глибині 13 км.